# Hela kändis-Sverige bakar – säsong 1
Hela kändis-Sverige bakar – säsong 1 var en spinoff-säsong av TV-programmet Hela Sverige bakar som sändes i TV4 med start den 23 maj 2014. Juryn bestod av Johan Sörberg och Birgitta Rasmusson och programledare var  Tilde de Paula.  

Hela kändis-Sverige bakar sändes i fyra stycken avsnitt och vinnaren fick ge 50 000 kronor till valfritt välgörande ändamål. Vinnare blev längdhopperskan Erica Johansson. 

## Deltagare
Nedan presenteras deltagarna från säsongen. Informationen om deltagarna gäller när säsongen spelades in.
| Deltagare       | Ålder | Sysselsättning      |
| --------------- | ----- | ------------------- |
| Kjell Eriksson  | 39    | Radioprofil         |
| Peder Lamm      | 44    | Antikexpert         |
| Yvonne Ryding   | 52    | Skönhetsdrottning   |
| Evy Palm        | 72    | Långdistanslöperska |
| Anna Book       | 44    | Sångerska           |
| Ewa Fröling     | 62    | Skådespelerska      |
| Dick Harrisson  | 48    | Historieprofessor   |
| Erica Johansson | 40    | Längdhopperska      |

## Tittarsiffror
| Avsnitt | Datum       | TV-tittare |
| ------- | ----------- | ---------- |
| 1       | 23 maj 2014 | 684 000    |
| 2       | 30 maj 2014 | 741 000    |
| 3       | 6 juni 2014 | 356 000    |
| 4       | 8 juni 2014 | 561 000    |

Källa: MMS 

## Utslagning
| Erica Johansson | ☆        |          |   | VINNARE  |  |
| Yvonne Ryding   |          | ☆        |   | Tvåa     |  |
| Kjell Eriksson  |          |          |   | Tvåa     |  |
| Ewa Fröling     |          |          | ☆ | UTSLAGEN |  |
| Peder Lamm      |          | UTSLAGEN |   |          |  |
| Anna Book       |          | UTSLAGEN |   |          |  |
| Evy Palm        | UTSLAGEN |          |   |          |  |
| Dick Harrisson  | UTSLAGEN |          |   |          |  |

 ☆  Veckans stjärnbagare